# SS Scandinavian
O SS Scandinavian foi um navio de passageiros britânico operado inicialmente pela Dominion Line e construído pelos estaleiros da Harland and Wolff em Belfast. O navio teve diversos nomes e proprietários ao longo de sua carreira. Ele foi originalmente construído para a Dominion Line e nomeado como New England, em 1903, foi transferido para a White Star Line e renomeado para Romanic. Em 1912 ele foi vendido para a Allan Line e renomeado para Scandinavian, nome que foi mantido para o resto de sua carreira.

## Projeto e construção
No final da década de 1890, a Dominion Line encomendou três navios com a Harland and Wolff para o lucrativo serviço entre Liverpool e Boston; o primeiro se chamaria New England, enquanto os outros se chamariam Commonwealth e Columbus. O New England foi lançado em 7 de abril de 1898.
O New England podia acomodar 200 passageiros de primeira classe, 200 de segunda classe e 800 de terceira classe. A embarcação era movida por dois motores a vapor de tripla-expansão que moviam duas hélices, dando-lhe uma velocidade máxima de 15 nós (28 km/h; 17 mph).

## Carreira
O New England iniciou sua viagem inaugural de Liverpool a Boston em 30 de junho de 1898. Em 1902, a Dominion Line e a White Star Line foram adquiridas pela International Mercantile Marine Co. (IMMCo), que passou a transferir navios entre suas subsidiárias para aumentar a eficiência. Grande parte das rotas lucrativas da Dominion Line foram transferidas para a White Star Line, incluindo o serviço de Boston. O New England fez sua última travessia pela Dominion Line em 17 de setembro de 1903, sendo posteriormente transferido para a White Star e renomeado para Romanic. Seu serviço entre Liverpool e Boston foi mantido, realizando sua primeira viagem pela White Star em 19 de novembro de 1903.
Pouco tempo depois o Romanic foi transferido para um novo serviço entre Boston, Nápoles e Génova, na Itália, para aproveitar o lucrativo mercado de imigrantes que deixavam a Itália com destino aos Estados Unidos. Ele iniciou o serviço nesta rota em 3 de dezembro de 1903.
Em 12 de julho de 1907, o Romanic colidiu com uma escuna de pesca durante um denso nevoeiro perto de Nantucket Shoals. A escuna afundou e três dos dezoito tripulantes perderam suas vidas; o Romanic resgatou os sobreviventes e dirigiu-se para Boston.
O Romanic foi retirado do serviço em novembro de 1911 e posteriormente vendido para a Allan Line, sendo renomeado para Scandinavian. Os novos proprietários decidiram reformar o navio; sua arqueação bruta foi aumentada para 12.099 toneladas e passou a acomodar 400 passageiros de segunda classe e 800 de terceira classe. A embarcação voltou ao serviço em 23 de março de 1912, operando entre Glasgow, Halifax e Boston no inverno e Glasgow, Quebec e Montreal durante os meses de verão.
Com a eclosão da Primeira Guerra Mundial em agosto de 1914, o Scandinavian foi requisitado como navio de tropas para transportar as tropas canadenses para a Grã-Bretanha. Em 1917, a Allan Line foi adquirida pela Canadian Pacific Line. Após sua liberação do serviço governamental, o Scandinavian fez sua primeira viagem com seus novos donos em 22 de agosto de 1918, navegando entre Liverpool e Nova Iorque. Três meses depois, a embarcação foi transferida para o serviço entre Liverpool e Saint John.
Em maio de 1920, ele foi novamente transferido, passando a operar entre a Antuérpia, Southampton, Quebec e Montreal, mas um excedente de navios nesta rota em 1922 fez com que o Scandinavian fosse retirado de serviço e deixado em Falmouth para descarte. No ano seguinte, o navio foi vendido e, em outubro de 1923, foi rebocado até Hamburgo, onde foi totalmente desmontado e vendido como sucata.